# Daniel Gawthrop
Daniel Gawthrop (né en 1963 à Nanaimo) est un journaliste et écrivain canadien.

## Biographie
Au cours des années 1990, il a travaillé comme journaliste pour diverses publications en Colombie-Britannique. En 1990, il faisait partie d'un groupe d'écrivains gays de la région de Vancouver, qui comprenait Stan Persky, George Stanley et Scott Watson, avec qui il a lancé le magazine littéraire Sodomite Invasion Review. Il a été nommé rédacteur en chef de Xtra! West en 1993.